# Македонска војно-инспекцијска област
Македонска војно-инспекцијска област или Македонска област (буг. Македонска военноинспекционна област) била је област формирана у току Првог светског рата од окупираних делова Србије од стране Бугарске на просторима Вардарске Македоније, Косова и Метохије.

## Формирање
Македонска војно-инспекцијска област формирана је 8. децембра 1915. године са седиштем у Скопљу и налазила се у оперативној зони до 29. септембра 1918. године.
Административно подручје је обухватало следеће округе (срезове):
- Скопски, Кумановски, Тетовски, Штипски, Тиквешки (Кавадарски), Битољски, Охридски, Призренски и Приштински.

Генерал-губернатор области од стварања и до 1918. године био је генерал Рачо Петров, а од 1918. године генерал Стефан Тошев. Током 1917. године начелник области био је генерал Православ Тенев.
У седишту округа 1916. године формирана је једна брдска дивизија. Од јуна 1918. године раздељена је на окупационе рејоне, а од 11. августа исте године — на Скопску и Штипску дивизиону област са по 5 пуковска војна округа. Од 7. октобра 1918. године седиште се налази у Софији. Од 1918. године шеф комуникација у Македонској војно-инспекцијској области био је генерал Симеон Јанков. Расформирана је 16. децембра 1918. године.
У области се отвара биро, који има за циљ да израђује спискове и скице, те да фотографише откривене војне гробове, као и да се брине за њихово одржавање.

## Расформирање
Према примирју потписаним 29. септембра 1918. године од стране Бугарске са Антантом у Солуну, Бугарска је дужна да изврши непосредну демобилизацију окупираних територија у Србији и Грчкој, и да не извози никакве провизије са тих територија које морају да остану неоштећене.